# Angovia
Angovia est un village Yaouré situé dans le centre-ouest de la  Côte d'Ivoire , il abrite une grande mine d'or du nom de perseus mining  Yaouré sur son sol et a comme villages voisins Kouakougnanou   et Allahou-Bazi

## Infrastructures
- Complexe hôtelier St Marie Paule

## Ressources
A un kilomètre de la ville, on y trouve un gisement d'or exploité artisanalement, puis par la Yaouré Mining d'Angovia, et ensuite par la société minière Banlaw et Cluff.
La production d'or pur a été:
- 2002: 3576 kg
- 2003: 1300 kg
- 2004: Cessation d'activité.
- 2006: 1452 kg
- 2009: 673 kg